# Eagle Medallion
Renault Medalion – samochód osobowy klasy średniej produkowany pod francuską marką Renault w latach 1987–1988 i pod amerykańską marką Eagle jako Eagle Medallion w latach 1988–1989.

## Historia i opis modelu

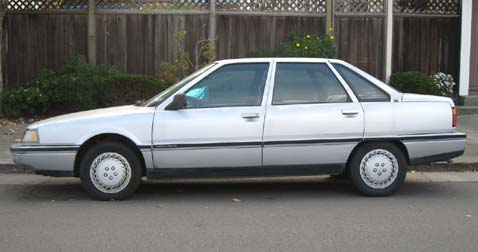
Eagle Medallion – profil

Dostępny jako 4-drzwiowy sedan oraz 5-drzwiowe kombi. Do napędu używano silników R4 o pojemności 2,2 litra pochodzących z samochodu Renault 25. Moc przenoszona była na oś przednią poprzez 3-biegową automatyczną bądź 5-biegową manualną skrzynię biegów.
Samochód powstawał we francuskiej fabryce Renault w Maubeuge i opracowano go jako amerykańską odmianę Renault 21. Różnił się wykończeniem wnętrza, jednostkami napędowymi oraz nieznacznie wyglądem nadwozia. W 1988 roku zmieniono markę modelu na Eagle Medallion. Produkcji modelu zaprzestano z powodu niskich wyników sprzedaży w Stanach Zjednoczonych.

### Dane techniczne
- R4 2,2 l (2165 cm³), 2 zawory na cylinder, SOHC
- Układ zasilania: wtrysk
- Średnica cylindra × skok tłoka: 88,00 mm × 89,00 mm
- Stopień sprężania: 9,9:1
- Moc maksymalna: 125 KM (92 kW) przy 5250 obr./min
- Maksymalny moment obrotowy: 182 N•m przy 2750 obr./min